# Daúde ibne Idris
Daúde ibne Idris (Dawud ibn Idris) foi um nobre idríssida do século IX, filho e irmão dos califas Idris II (r. 808–828) e Maomé I (r. 828–836).

## Vida
Daúde era um dos filhos mais velhos de Idris II (r. 808–838) e irmão de 11 homens. Com a morte de Idris e a ascensão de Maomé I em 828, por sugestão de sua avó Canza, Maomé cedeu a seus irmãos partes do Califado Idríssida como seus apanágios; a Daúde, cedeu o país dos huaras, a leste de Taza. No tempo de seu sobrinho-neto Iáia II (r. 863–866), devido a outra divisão territorial, seus domínios foram aumentados até o leste de Fez.